# Muối ăn

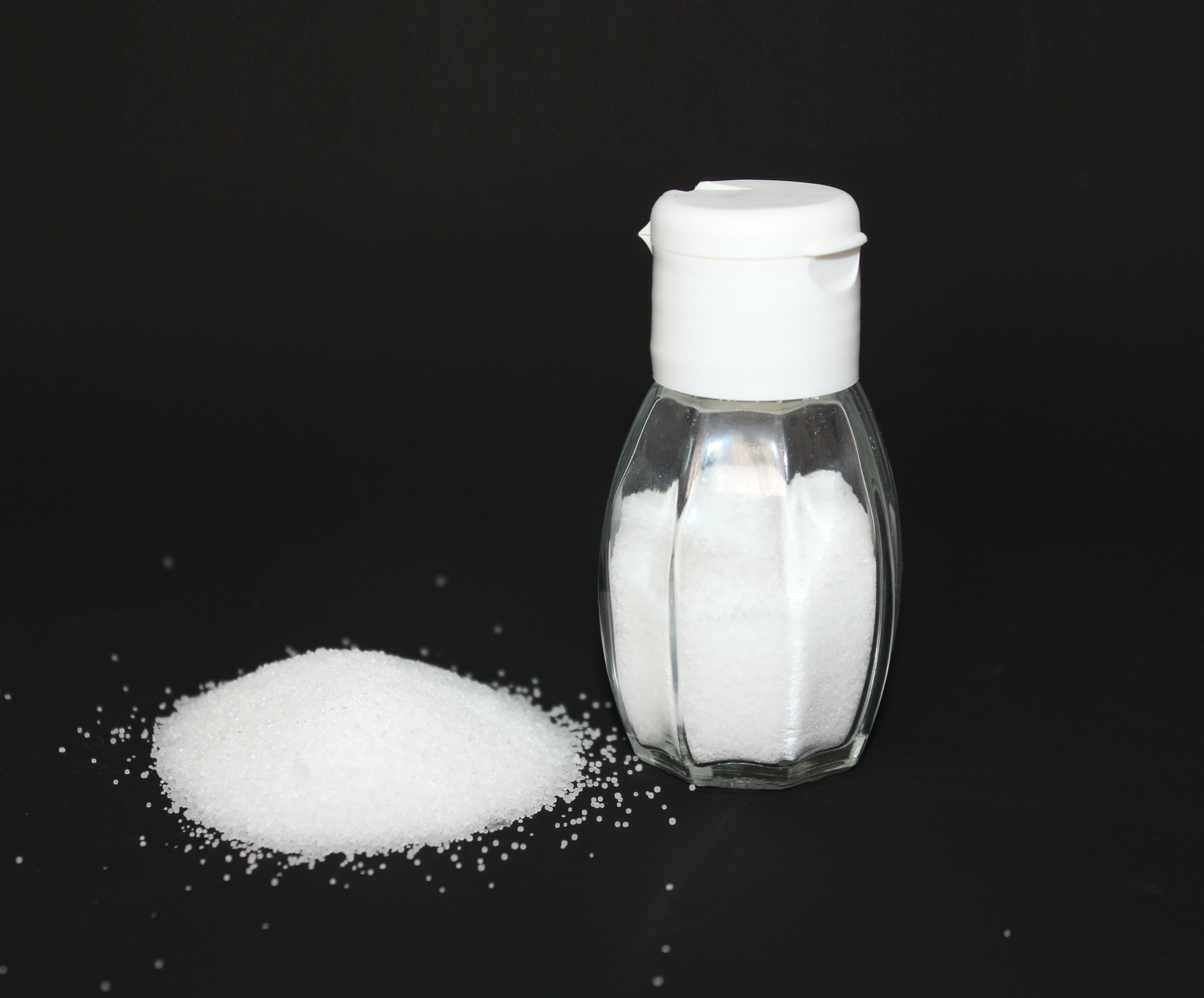
Muối ăn

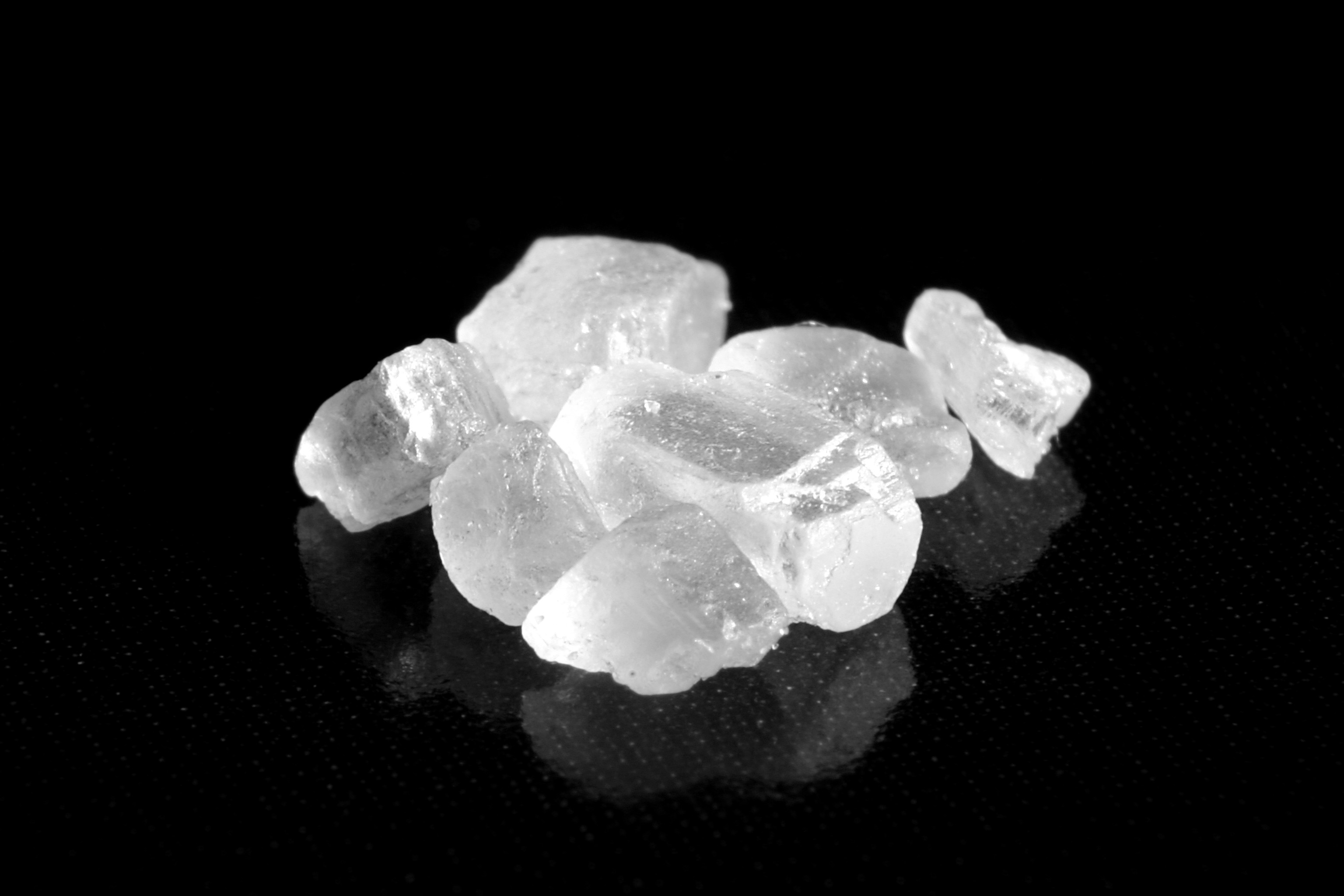
Tinh thể muối.

Muối ăn hay trong dân gian còn gọi đơn giản là muối (tuy rằng theo đúng thuật ngữ khoa học thì không phải muối nào cũng là muối ăn) là một khoáng chất, được con người sử dụng như một thứ gia vị cho vào thức ăn. Có rất nhiều dạng muối ăn: muối thô, muối tinh, muối iod. Đó là một chất rắn có dạng tinh thể, có màu từ trắng tới có vết của màu hồng hay xám rất nhạt, thu được từ nước biển hay các mỏ muối. Muối thu được từ nước biển có các tinh thể nhỏ hoặc lớn hơn muối mỏ. Trong tự nhiên, muối ăn bao gồm chủ yếu là natri chloride (NaCl), nhưng cũng có một ít các khoáng chất khác (khoáng chất vi lượng). Muối ăn thu từ muối mỏ có thể có màu xám hơn vì dấu vết của các khoáng chất vi lượng. Muối ăn là cần thiết cho sự sống của mọi cơ thể sống, bao gồm cả con người. Muối ăn tham gia vào việc điều chỉnh độ chứa nước của cơ thể (cân bằng lỏng). Vị của muối là một trong những vị cơ bản. Sự thèm muối có thể phát sinh do sự thiếu hụt khoáng chất vi lượng cũng như do thiếu chloride natri. Muối có thể tồn tại hàng trăm triệu năm không bị phân hủy trong môi trường bảo quản tốt.
Muối ăn là tối thiết cho sự sống, nhưng việc sử dụng quá mức có thể làm tăng độ nguy hiểm của các vấn đề sức khỏe, chẳng hạn như bệnh cao huyết áp. Trong việc nấu ăn, muối ăn được sử dụng như là chất bảo quản cũng như là gia vị.

## Lịch sử
Khả năng bảo quản muối là cơ sở của sự buôn bán, trao đổi giữa các nền văn minh. Nó góp phần loại bỏ sự phụ thuộc vào khả năng cung ứng thực phẩm theo mùa và cho phép con người có thể đi xa khỏi nơi cư trú mà không lo sợ thiếu thực phẩm. Vào thời Trung cổ, các đoàn lữ hành cùng với khoảng 40.000 lạc đà đã đi tới 4.000 dặm xuyên qua Sahara có chở theo muối, đôi khi để trao đổi lấy nô lệ.
Cho đến những năm đầu thế kỷ 20, muối vẫn còn là một trong các động cơ chủ yếu của các nền kinh tế và các cuộc chiến tranh. Muối đóng một vai trò nổi bật trong việc xác định quyền lực và sự phân bổ vị trí của các thành phố lớn nhất trên thế giới. Timbuktu đã từng là một trong các thị trường buôn bán muối lớn nhất. Liverpool phát triển từ một cảng nhỏ của Anh để trở thành hải cảng xuất khẩu chủ yếu đối với các loại muối mỏ được khai thác từ mỏ muối lớn Cheshire và vì thế trở thành nguồn của muối thế giới trong những năm thế kỷ 19.
Muối đã tạo ra và hủy diệt các vương quốc. Các mỏ muối ở Ba Lan đã dẫn tới sự ra đời của hoàng loạt các vương quốc trong thế kỷ 16, và chỉ bị tiêu diệt khi người Đức đưa ra loại muối ăn làm từ nước biển (thông thường, đối với phần lớn trên thế giới, được coi là 'hơn hẳn' muối mỏ). Người Venezuela đã đánh nhau và giành thắng lợi trong cuộc chiến với người Genova về vấn đề muối. Tuy nhiên, người Genova mới là người giành thắng lợi cuối cùng. Những công dân Genova như Christopher Columbus và Giovanni Caboto đã "phá hủy" thương mại ở Địa Trung Hải bằng việc giới thiệu Tân Thế giới đối với thị trường.
Muối đã từng là một trong số các hàng hóa có giá trị nhất đối với loài người. Muối đã từng bị đánh thuế có lẽ từ thế kỷ 20 TCN ở Trung Quốc. Trong thời kỳ Đế chế La Mã, muối đôi khi được sử dụng như là đơn vị tiền tệ, và có lẽ là nguồn gốc của từ salary ("salt money"-tức tiền muối, xem dưới đây từ nguyên học). Cộng hòa La Mã và Đế chế La Mã đã kiểm soát giá muối, tăng nó để có tiền cho các cuộc chiến hay giảm nó để đảm bảo cho các công dân nghèo nhất cũng có thể dễ dàng có được phần quan trọng trong khẩu phần thức ăn này. Trong tiến trình lịch sử, muối ăn đã có ảnh hưởng tới diễn biến các cuộc chiến, chính sách tài chính của các nhà nước và thậm chí là sự khởi đầu của các cuộc cách mạng.
Tại đế chế Mali, các thương nhân ở Timbuktu thế kỷ 12 - cánh cửa tới sa mạc Sahara và trung tâm văn học - đánh giá muối có giá trị đến mức chỉ có thể mua nó theo trọng lượng tính đúng bằng trọng lượng của vàng; việc kinh doanh này dẫn tới truyền thuyết về sự giàu có khó tưởng tượng nổi của Timbuktu và là nguyên nhân dẫn tới lạm phát ở châu Âu, là nơi mà muối được xuất khẩu tới. Thời gian sau này, ví dụ trong thời kỳ đô hộ của người Anh thì việc sản xuất và vận chuyển muối đã được kiểm soát ở Ấn Độ như là các biện pháp để thu được nhiều tiền thuế. Điều này cuối cùng đã dẫn tới cuộc biểu tình muối ở Dandi, do Mahatma Gandhi dẫn đầu vào năm 1930 trong đó hàng nghìn người Ấn Độ đã ra biển để sản xuất muối cho chính họ nhằm phản đối chính sách thuế của người Anh.
Việc buôn bán muối dựa trên một thực tế là nó đem lại nhiều lợi nhuận hơn khi bán các thực phẩm có chứa muối chứ không phải chính muối. Trước khi các mỏ muối ở Cheshire được phát hiện thì việc kinh doanh khổng lồ các loại cá của người Anh đối với muối của người Pháp đã từng tồn tại. Điều này không phải là sự hòa hợp tốt đẹp cho mỗi quốc gia khi họ không muốn phụ thuộc vào nhau. Cuộc tìm kiếm cá và muối đã dẫn tới cuộc chiến tranh bảy năm giữa hai nước. Với sự kiểm soát của người Anh đối với nghề muối ở Bahamas và cá tuyết Bắc Mỹ thì tầm ảnh hưởng của họ đã tăng lên nhanh chóng trên thế giới. Việc tìm kiếm các mỏ dầu vào cuối thế kỷ 19 và đầu thế kỷ 20 đã sử dụng các công nghệ và phương thức mà những người khai thác muối đã dùng, thậm chí đến mức mà họ tìm kiếm dầu ở những nơi có các mỏ muối.

## Các dạng muối ăn

### Muối thô
Một số người cho rằng muối thô tốt hơn cho sức khỏe hay tự nhiên hơn. Tuy nhiên muối thô có thể chứa không đủ lượng iod cần thiết để phòng ngừa một số bệnh do thiếu iod như bệnh bướu cổ. muối thô thường có vị mặn hơn và hạt muối thường to hơn một chút so với các loại muối khác.

### Muối tinh

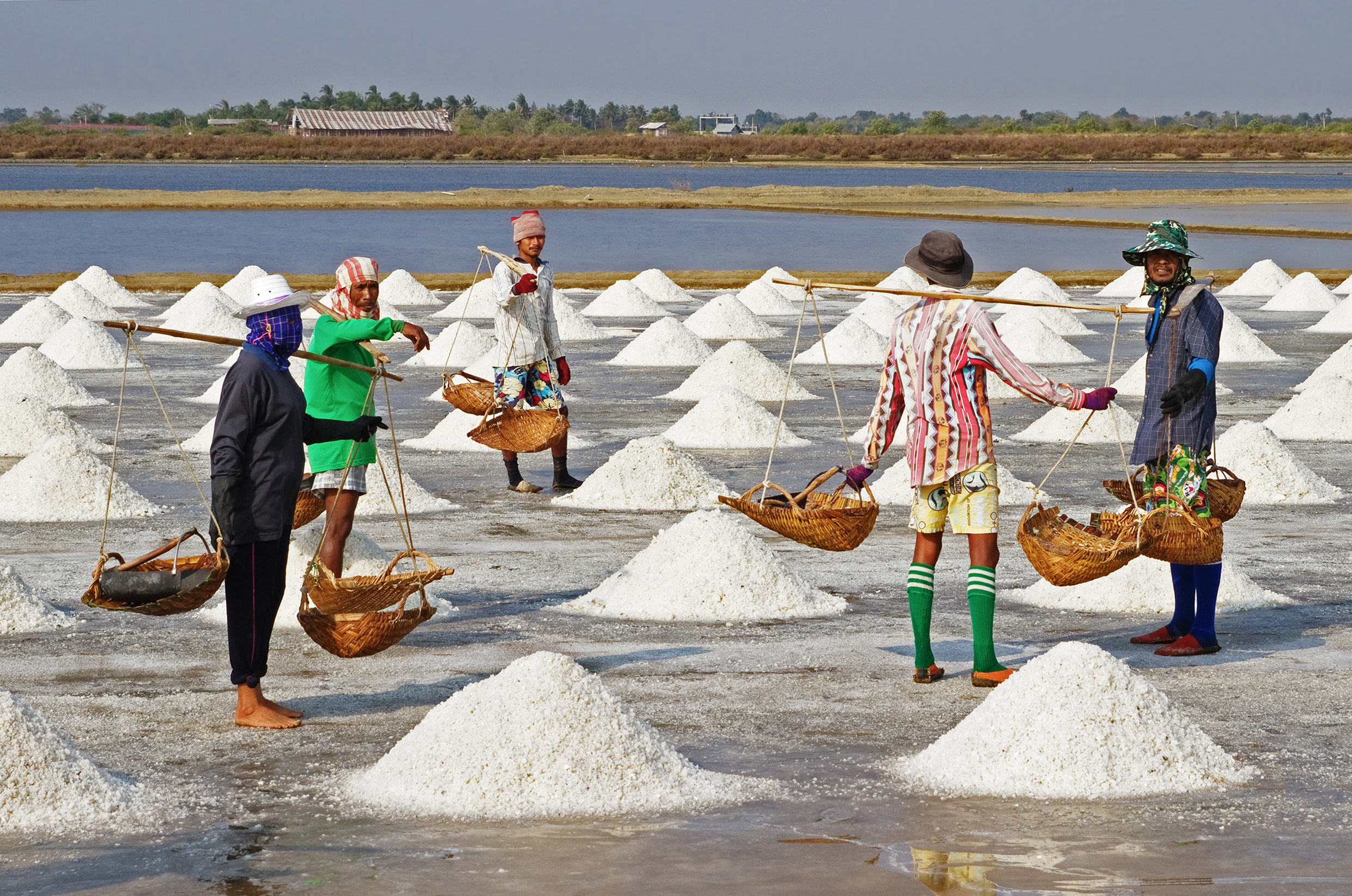
Ruộng muối ở Thái Lan

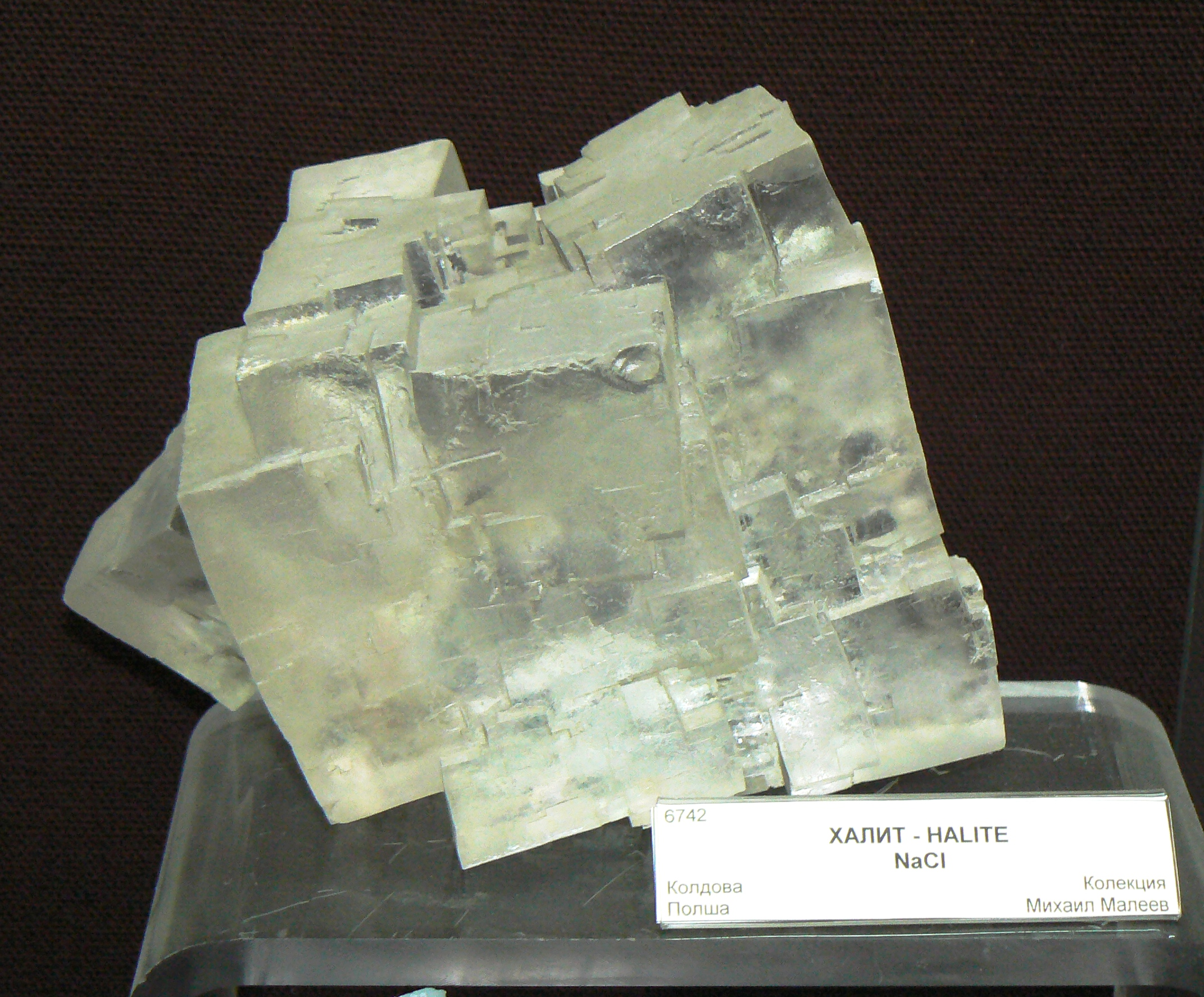
Đá muối (Halit)

Muối tinh, được sử dụng rộng rãi hiện nay, chủ yếu là chứa natri clorua (NaCl). Tuy nhiên, chỉ có khoảng 7% lượng muối tinh được sử dụng trong đời sống hàng ngày như là chất thêm vào thức ăn. Phần lớn muối tinh được sử dụng cho các mục đích công nghiệp, từ sản xuất bột giấy và giấy tới việc hãm màu trong công nghệ nhuộm vải hay trong sản xuất xà phòng và chất tẩy rửa và nó có một giá trị thương mại lớn.
Việc sản xuất và sử dụng muối là một trong những ngành công nghiệp hóa chất lâu đời nhất. Muối có thể thu được bằng cách cho bay hơi nước biển dưới ánh nắng trong các ruộng muối. Muối thu được từ nước biển đôi khi còn được gọi là muối biển. Ở những nước có mỏ muối thì việc khai thác muối từ các mỏ này có thể có giá thành thấp hơn. Các mỏ muối có lẽ được hình thành do việc bay hơi nước của các hồ nước mặn cổ. Việc khai thác các mỏ muối này có thể theo các tập quán thông thường hay bằng cách bơm nước vào mỏ muối để thu được nước muối có độ bão hòa về muối.
Sau khi thu được muối thô, người ta sẽ tiến hành các công nghệ làm tinh để nâng cao độ tinh khiết cũng như các đặc tính để dễ dàng vận chuyển, lưu giữ. Việc làm tinh muối chủ yếu là tái kết tinh muối. Trong quá trình này người ta sẽ làm kết tủa các tạp chất (chủ yếu là các hợp chất của magnesi và calci). Quá trình bay hơi nhiều công đoạn sau đó sẽ được sử dụng để thu được chloride nátri tinh khiết và nó được làm khô.
Các chất chống đông bánh hoặc iodide kali (KI) (nếu làm muối iod) sẽ được thêm vào trong giai đoạn này. Các chất chống đông bánh là các hóa chất chống ẩm để giữ cho các tinh thể muối không dính vào nhau. Một số chất chống ẩm được sử dụng là tricalci phosphat, cacbonat calci hay magnesi, muối của các acid béo, oxide magnesi, dioxide silic, silicat nátri-nhôm, hay silicat calci-nhôm. Cũng lưu ý rằng có thể có độc tính của nhôm trong hai hóa chất sau cùng, tuy nhiên cả liên minh châu Âu (EU) và FDA của Mỹ vẫn cho phép sử dụng chúng với một liều lượng có điều chỉnh.
Muối tinh sau đó được đóng gói và phân phối theo các kênh thương mại.

### Muối iod
Muối ăn ngày nay là muối tinh, chứa chủ yếu là chloride natri nguyên chất (95% hay nhiều hơn). Nó cũng chứa các chất chống ẩm. Thông thường nó được bổ sung thêm iod dưới dạng của một lượng nhỏ iodide kali (KI). Nó được sử dụng trong nấu ăn và làm gia vị. Muối ăn chứa iod làm tăng khả năng loại trừ các bệnh có liên quan đến thiếu hụt iod. Iod là chất quan trọng trong việc ngăn chặn việc sản xuất không đủ của các hoóc môn tuyến giáp, thiếu iod là nguyên nhân của bệnh bướu cổ hay chứng đần ở trẻ em và chứng phù niêm ở người lớn.

## Các ứng dụng sức khỏe
Natri là một trong những chất điện giải cơ bản trong cơ thể. Quá nhiều hay quá ít muối ăn trong ăn uống có thể dẫn đến rối loạn điện giải, có thể dẫn tới các vấn đề về thần kinh rất nguy hiểm, thậm chí có thể gây chết người. Việc sử dụng quá nhiều muối ăn còn liên quan đến bệnh cao huyết áp.
Các chất thay thế cho muối ăn (với mùi vị tương tự như muối ăn thông thường) cho những người cần thiết phải hạn chế ion natri Na+ trong cơ thể, chủ yếu là chứa chloride kali (KCl).

## Lợi ích khác của muối
Muối dùng để ướp các thực phẩm tươi sống như cá, tôm, cua, thịt trước khi chế biến để tránh bị ươn, hư, dùng làm chất bảo quản cho các thực phẩm, để làm một số món ăn như muối dưa, muối cà, làm nước mắm,...
Do có tính sát trùng nên muối ăn còn được pha loãng làm nước súc miệng hay rửa vết thương ngoài da.
Muối ăn không chỉ dùng để ăn mà còn dùng cho các việc khác trong ngành công nghiệp đặc biệt là ngành hóa chất:
2NaCl + 2H2O (điện phân dung dịch có màng ngăn) → 2NaOH + H2 + Cl2
- NaOH dùng làm điều chế xà phòng, công nghiệp giấy. H2 làm nhiên liệu, bơ nhân tạo, sản xuất acid. Cl2 sản xuất chất dẻo, chất diệt trùng và sản xuất HCl

NaCl (điện phân nóng chảy) → Na + 1/2Cl2
- Na điều chế hợp kim, chất trao đổi nhiệt,chất tẩy rửa

2NaOH + Cl2 → NaCl + NaClO + H2O
- NaClO là chất sản xuất tẩy rửa, diệt trùng

NaClO + H2O + CO2 → NaHCO3 + HClO
- NaHCO3 dùng để sản xuất thủy tinh, xà phòng, chất tẩy rửa tổng hợp